# Eleutherodactylus sciagraphus
Eleutherodactylus sciagraphus es una especie de anfibio anuro de la familia Eleutherodactylidae.

## Distribución geográfica
Esta especie es endémica de Haití. Habita entre los 1060 y 1080 m de altitud en el Massif de la Hotte.

## Publicación original
- Schwartz, 1973 : Six new species of Eleutherodactylus (Anura, Leptodactylidae) from Hispaniola. Journal of Herpetology, vol. 7, n.º 3, p. 249-273.[5]